# DigitalGlobe
DigitalGlobe是美国的商业空间图像和地理空间内容提供商，并操控数台遥感航天器（人造卫星）。该公司于2009年5月14日在纽约证券交易所上市，售出14.7万股，每股$19.00共筹集$279万资金。在2017年5月，Maxar Technologies已经完成了对DigitalGlobe的收购。

## 外部連結
- DigitalGlobe（页面存档备份，存于）（英文）